# Obryv
Obryv (russisk: Обрыв) er en sovjetisk spillefilm fra 1983 af Vladimir Vengerov.

## Medvirkende
- Georgij Antonov som Boris Rajskij
- Jelena Finogeeva
- Nikolaj Kotjegarov
- Rimma Markova
- Marina Jakovleva som Marfinka